# Factory Acts
Factory Acts var en række love vedtaget af det britiske parlament, der fra 1802 begyndte at regulere og forbedre vilkårene for den industrielle arbejdskraft.
De tidlige love fokuserede på at regulere arbejdstiden og den moralske velfærd for små børn ansat i bomuldsfabrikker, men den blev reelt ikke håndhævet, indtil loven fra 1833 etablerede et professionelt fabriksinspektorat. Med en lov fra 1844 blev reguleringen af arbejdstid derefter udvidet til kvinder. Factories Act 1847 (da.: "Fabriksloven af 1847", kendt som Ten Hour Act, imødekom sammen med lovene vedtaget i 1850 og 1853, der afhjalp mangler i 1847-loven, et langvarigt (og fra 1847 velorganiseret) krav fra møllearbejderne om en ti-timers arbejdsdag. Fabrikslovene omfattede også regler for ventilation, hygiejnepraksis og maskinbevogtning i et forsøg på at forbedre arbejdsforholdene for møllebørn.
Indførelsen af ti-timersdagen viste sig ikke at have nogen af de alvorlige konsekvenser, som dens modstandere havde forudsagt, og at den tilsyneladende var en succes afsluttede reelt teoretiske indvendinger mod princippet om fabrikslovgivning; fra 1860'erne og frem blev flere industrier lagt under Factory Act-lovgivningen.